# Brush Street Station
Brush Street Station era una estación de tren de pasajeros en el lado este del centro de Detroit, la ciudad más poblada del estado de Míchigan (Estados Unidos). Estaba ubicada en la localización actual del Renaissance Center, en la intersección de la calles Brush y Atwater, y bordeada al sur por el río Detroit.

## Historia
La estación original era una terminal de pasajeros inaugurada en 1852 para el Ferrocarril de Detroit y Pontiac. Fue adquirida por el Ferrocarril de Detroit y Milwaukee, y también sirvió al Ferrocarril de Michigan Southern & Northern Indiana.
Se incendió en la noche del 26 de abril de 1866, cuando alguien con una linterna fue a inspeccionar un barril de nafta con fugas que se cargaba en un vagón de carga. Esto desencadenó una reacción en cadena que destruyó el transbordador Windsor amarrado a lo largo del río, mató a sus 17 pasajeros y a una persona en un tren de pasajeros. Se calcula que las pérdidas ascendieron a un millón de dólares de ese entonces.
La segunda estación en el sitio era una estructura de ladrillo rojo de dos pisos abierta en 1867 construida como una estación de unión para Detroit y Milwaukee, y el Ferrocarril de Lake Shore y Michigan Southern. El Ferrocarril de Detroit, Grand Haven y Milwaukee comenzó a servir a la estación en 1875.
Lake Shore y Michigan Southern partieron hacia la Michigan Central Station en algún momento durante o después de 1913.
Los trenes entre Detroit y Port Huron del Ferrocarril de Grand Trunk Western comenzaron a usar Brush Street en 1928. Hasta ese momento, terminaban en la estación MC Third Street o en la estación de la avenida Woodward Avenue. Los últimos trenes Grand Trunk Western que utilizaron la estación fueron el Mohawk de GTW a Pontiac, Durand, South Bend y la estación Dearborn de Chicago y un tren sin nombre que siguió la misma ruta. Continuando en la estación, después del cambio del 1 de mayo de 1971 de los trenes de pasajeros estadounidenses a Amtrak, estaba el servicio Tempo del Canadian National Railway/Grand Trunk de Detroit a Toronto a través de Windsor y Londres.
La segunda estructura fue demolida en 1973 para dar paso a la construcción del Renaissance Center.
La última estación en este sitio, Franklin Street Station, fue construida en 1974 aproximadamente a dos cuadras al este a lo largo de la calle St. Antoine entre las calles Franklin y Atwater y utilizada por el servicio de trenes de cercanías SEMTA entre Pontiac y Downtown Detroit.
Esta sencilla estación constaba únicamente de plataformas de embarque y un aparcamiento disuasorio a lo largo de Atwater. El servicio de cercanías se suspendió en 1983 y, poco después, todo el servicio de trenes. En la actualidad el sitio alberga un estacionamiento de superficie. La línea ferroviaria se reutilizó como la vía verde de Dequindre Cut.